# 宁克·金马
宁克·金马（荷蘭語：Nienke Kingma，1982年2月12日—），荷兰女子赛艇运动员。她曾代表荷兰参加2008年和2012年夏季奥林匹克运动会赛艇比赛，获得一枚银牌和一枚铜牌。